# Cryphoeca angularis
Espèce
Cryphoeca angularis est une espèce d'araignées aranéomorphes de la famille des Cybaeidae.

## Distribution
Cette espèce est endémique du Japon.

## Publication originale
- Saito, 1934 : Spiders from Hokkaido. Journal of the Faculty of Agriculture, Hokkaido Imperial University, Sapporo, Japan, vol. 33, p. 267-362.